# Schloss Altenstein
 Schloss Altenstein wurde 1736 als ein Wohnschloss (Landhaus) der Meininger Herzöge erbaut und nach 1800 als Sommerresidenz erweitert. Das Schloss befindet sich in einem weitläufigen Parkgelände, dem Altensteiner Park, und bildet mit den Nebengebäuden den Stadtteil Altenstein des Kurortes Bad Liebenstein im Wartburgkreis in Thüringen. Der Nachbarort Steinbach liegt etwa einen Kilometer östlich und die historische Ortslage von Schweina 1,2 Kilometer südlich vom Schloss; zum Stadtzentrum von Bad Liebenstein sind es etwa 2 Kilometer.

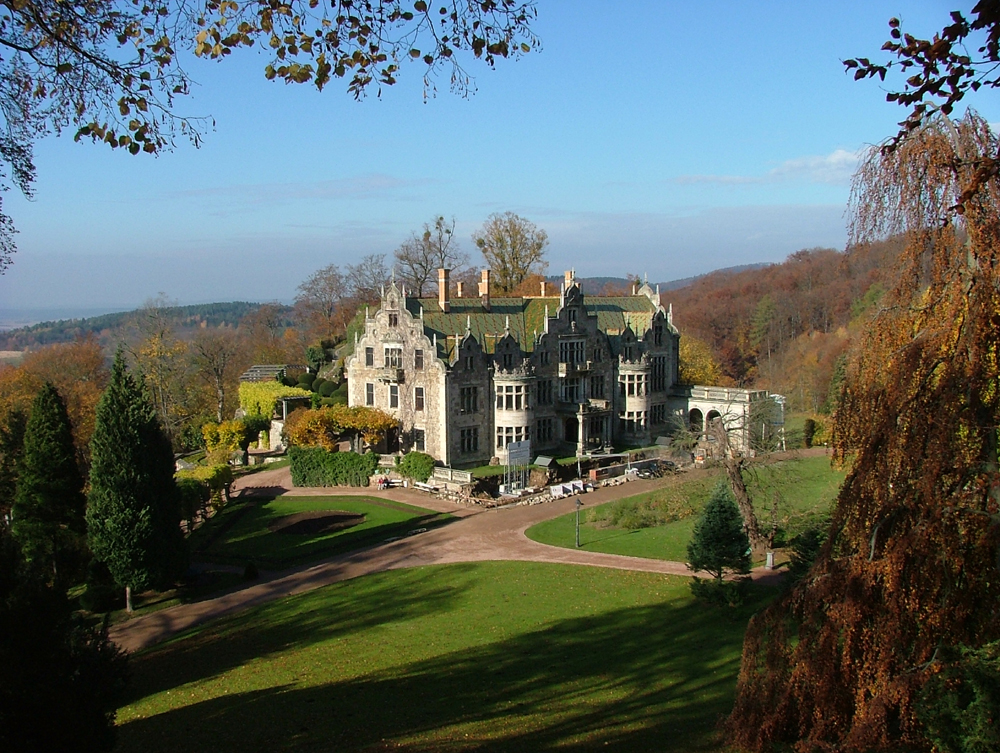
Gesamtansicht von Schloss Altenstein (2007)

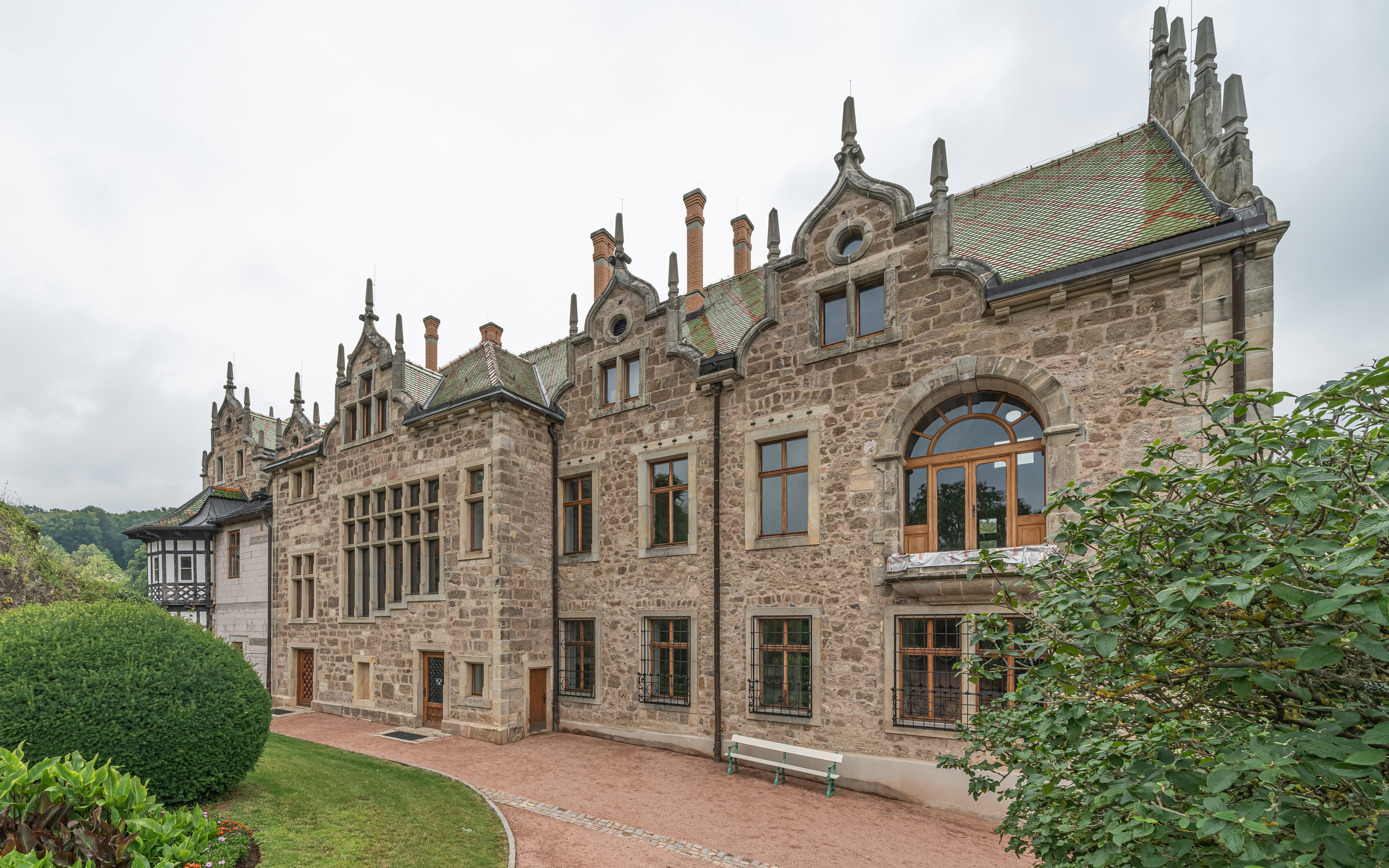
Westfassade des Schlosses (2020)

## Geschichte

### Die Burgen Altenstein und Markgrafenstein
Der Name Altenstein erinnert an die mächtige mittelalterliche Burg Altenstein, die dem urfränkischen Rittergeschlecht von Stein (de Lapide) gehörte. Der Standort am Beginn der Schweinaer Straße, einer Altstraße über den Thüringer Wald, verschaffte der Burg strategische Bedeutung. Der 1225 erstmals verwendete Name Altenstein (de antiquo lapide) für die ältere Burganlage und die zugehörige Burggrafschaft Altenstein, bei der Bevölkerung als „Dornheckenamt“ bekannt, wird noch verwendet, während die benachbarte Gegenburg, der Neuenstein, nur selten erwähnt wird.
Über die Herren von Frankenstein gelangte der Altenstein 1346 in den Besitz der Landgrafen von Thüringen, denen auch Burg Neuenstein gehörte. 
Zu den Burgmannen zählten auch das im Salzunger Umland begüterte Rittergeschlecht von Haune, dessen Niedergang im 14. Jahrhundert erfolgte, und deren Vettern, die Ritter von Slune. Im Jahr 1353 wurde Heinrich von Slune auf Burg Altenstein vom Blitz erschlagen, die Bauern der umliegenden Orte deuteten dies als Gottesurteil. Doch die Ritter setzten ihre Überfälle auf Kaufleute und Ortschaften bis vor die Stadt Meiningen fort und wurden vom Thüringer Landgrafen wegen Landfriedensbruch angeklagt. Eine landgräfliche Strafexpedition mit Unterstützung der Städte Erfurt und Mühlhausen beendete 1437 die Willkürherrschaft dieser Raubritter.
Als der Reformator Martin Luther am 4. Mai 1521 das Schloss Altenstein auf seiner Heimreise vom Reichstag in Worms passierte, befand sich dort eine schon als Schloss Altenstein bezeichnete, aber dem Anschein nach noch immer mittelalterliche Burganlage. Durch Luther wurde der Ort bekannt, als er in der Nähe von Altenstein scheinbar entführt und dann zu seiner Sicherheit auf die Wartburg gebracht wurde.

### Zerstörung im Markgräflerkrieg

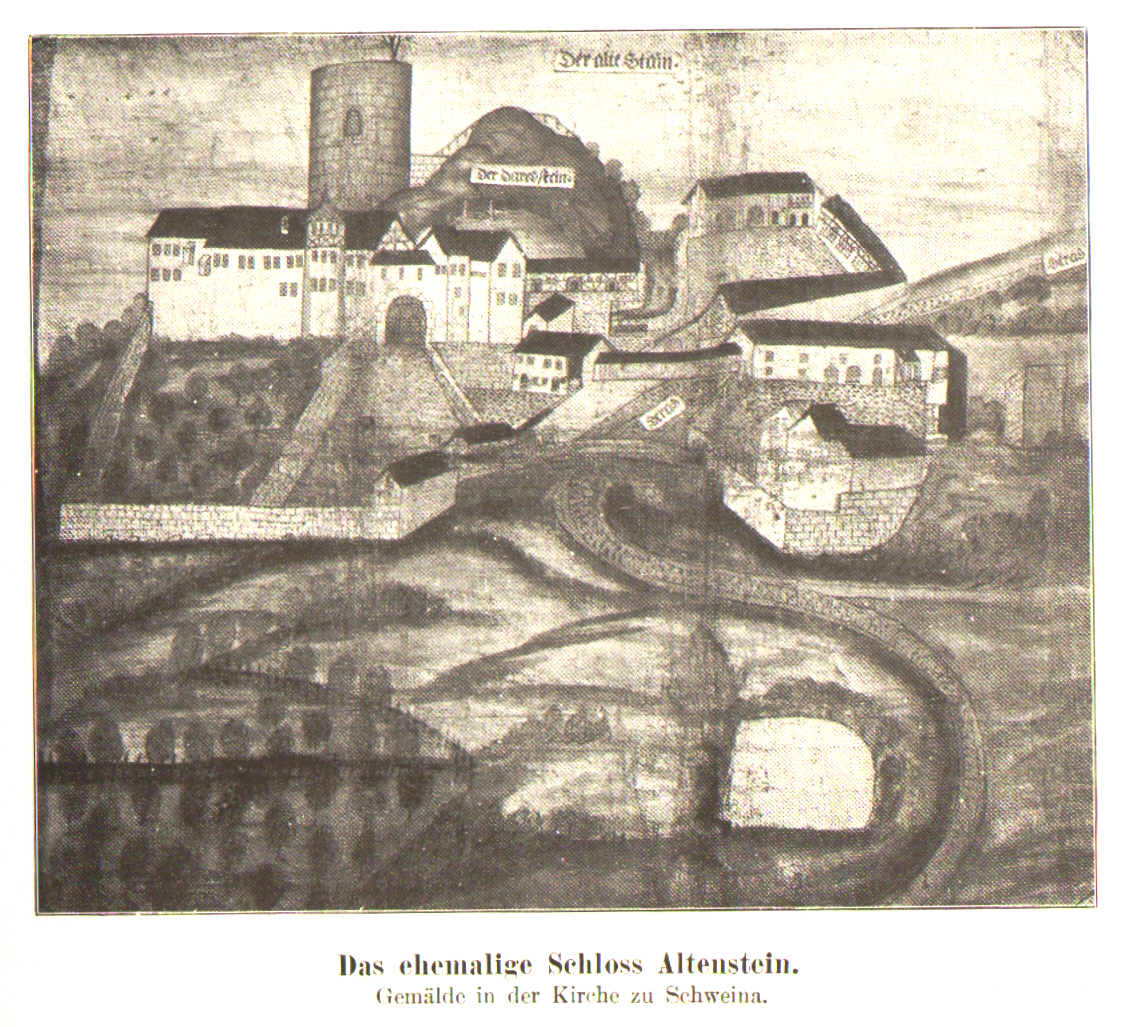
Burg Altenstein und der Markgrafenstein (um 1500)

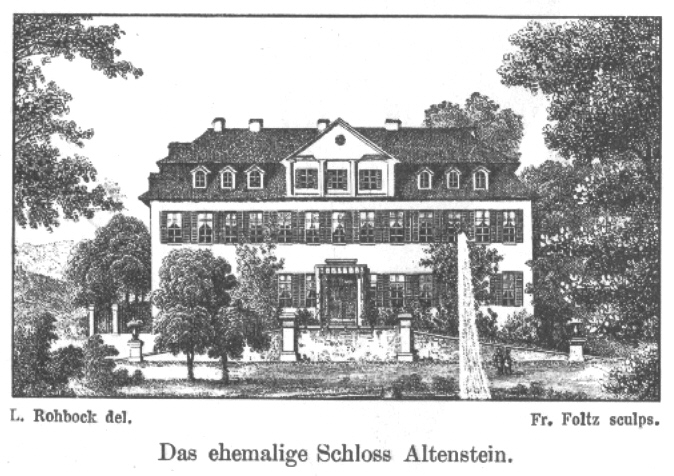
Albumblatt Schloss Altenstein, um 1750 (von Rohbock)

Im Bauernkrieg wurde der Neuenstein von aufständischen Bauern eingenommen und zerstört, der Altenstein blieb hingegen unangetastet. Die Burgherren von Wenckheim hatten sich zum Schein auf die Seite der Bauern gestellt. Dreißig Jahre später wurde die militärisch längst veraltete Burg zu einem Schauplatz des Zweiten Markgräflerkrieges. Im Jahr 1554 fiel eine marodierende Söldnertruppe von Albrecht Alcibiades von Ansbach über das Schloss her, plünderte und verwüstete die Anlage. Drei Jahre später wurde der Wiederaufbau in bescheidenerem Umfang und im Baustil der Renaissance begonnen. Als Teil der Wenckheimer Erbschaft fiel das Amt Altenstein 1680 an die Herzöge von Sachsen-Meiningen. Der Altenstein ging am 27. März 1733 durch eine Brandstiftung in Flammen auf.

### Wiederaufbau als barockes Landhaus
Herzog Anton Ulrich von Sachsen-Meiningen residierte in Meiningen im Schloss Elisabethenburg, das 1692 fertiggestellt worden war. Im Jahr 1710 ließ sein Vorgänger, Herzog Ernst Ludwig I., ein kleines Jagdschloss in Dreißigacker errichten.
Anton Ulrich beauftragte 1736 den italienischen Baumeister Alessandro Rossini mit Plänen für ein einfaches, zweigeschossiges Landhaus mit Mansarddach. Der Herzog wollte sich damit nicht mit dem vermögenden sächsischen Kammerherrn von Trier messen, der 1703 sein Schloss Glücksbrunn nur 800 Meter vom Altenstein entfernt am nordöstlichen Ortsrand von Schweina errichtet hatte.
Als Baugrund für das Hauptgebäude wurde die Brandruine der Burg Altenstein bestimmt, die bis auf das Kellergeschoss abgerissen wurde. Reste des noch auf dem Burgfelsen stehenden mittelalterlichen Bergfriedes sollten nicht den Gesamteindruck stören und wurden bis auf einen Stumpf abgebrochen. Wegen statischer Erfordernisse mussten auch die mit mächtigen Stützmauern versehenen Abschnitte der südlichen Burgmauer erhalten bleiben, man glich deren Höhe an das Hofgelände an und schuf eine dem Haus vorgelagerte Terrasse auf der Südseite. Nach örtlicher Überlieferung hatte der Herzog alle ihm vorgelegten Pläne zwar gebilligt, zeigte sich aber doch vom Ergebnis überrascht und enttäuscht. Als Grund wird ein Missverständnis oder ein Planungsfehler angesehen: Der Baumeister habe das Schloss „verkehrt herum“, mit der prächtiger verzierten Fassade zum Berg hin errichtet.
Neben dem Hauptgebäude wurde ein östlich gelegener Gebäudekomplex für die Bewirtschaftung, Hofhaltung und Unterbringung von Gästen begonnen. Dem Zeitgeschmack entsprechende Rabatten und Blumenbeete und erste Pavillons sowie ein geschickt in die Felslandschaft eingefügtes Netz von Wegen und Treppen bilden den ursprünglichen Teil des Schlossparkes. Das Schloss diente neben Jagdveranstaltungen und Festen auch als Treffpunkt mit den benachbarten Fürstenhäusern und als privater Rückzugsort.

### Umbau zur Sommerresidenz
Erst 1798 begannen wieder Instandsetzungsarbeiten und ein teilweiser Umbau durch den Sohn Anton Ulrichs, Georg I. Herzog von Sachsen-Meiningen (1761–1803). Die Arbeiten zur Errichtung der Sommerresidenz auf dem Altenstein und die Gestaltung des Altensteiner Parks als englischer Landschaftsgarten zogen sich bis 1804 hin. Mit dem Landschaftsgarten sind so berühmte Namen wie Hermann Fürst von Pückler-Muskau (1785–1871), sein Meisterschüler Carl Eduard Petzold (1815–1891) und Peter Joseph Lenné (1789–1866) verbunden. Selbst der alte Geheimrat Johann Wolfgang von Goethe soll Anregungen für den Park beigetragen haben. In dieser Zeit wurden mehrere für den Landschaftsgarten typische Staffagebauten zur Belebung der Parklandschaft errichtet, unter anderem 1799 die Ritterkapelle. 1803 bis 1804 wurden Hofmarschallamt, Marstall und Orangerie errichtet. Ein weiterer Glücksfall für den Landschaftspark war die bereits 1799 entdeckte Altensteiner Höhle, die wegen ihrer Lage am Rande des Parks in der Nähe von Schloss Glücksbrunn früher auch Glücksbrunner Höhle genannt wurde. Die Altensteiner Höhle ist eine der wenigen natürlichen Höhlen in Europa, die im Sinne eines unterirdischen Landschaftsgartens gestaltet und genutzt wurden.(u. a. Höhlensee mit griechischem Tempel, Kahnfahrten, Illuminationen, Echokonzerte) 1814 wurde das eiserne Kreuz auf dem Bonifatiusfelsen auf Anregung von Erbprinz Bernhard Erich Freund (1800–1882) errichtet.
Am 13. August 1846 wurde zum 54. Geburtstag der Königinwitwe Adelheid von Großbritannien und Irland (1792–1849) ein großes Volksfest auf dem Altenstein veranstaltet. Sie war mit Wilhelm von Clarence (1765–1837) von 1818 bis 1837 verheiratet gewesen, der als Wilhelm IV. von Großbritannien und Irland 1830 für sieben Jahre den britischen Thron bestieg. In den Jahren 1846–1852 wurde der Altensteiner Park erweitert und umgestaltet. Am 4. August 1850 organisierte der berühmte deutsche Pädagoge Friedrich Wilhelm August Fröbel (1782–1852) ein großes Spielfest auf dem Altenstein. In den Jahren 1888–1889 erfolgte der Schlossumbau für den „Theaterherzog“, Herzog Georg II. von Sachsen-Meiningen (1826–1914), der als der letzte große Bauherr und Förderer von Schloss und Park zu Altenstein gilt. Der Umbau erfolgte im Stil von Landhäusern der englischen Spätrenaissance des 16. Jahrhunderts mit Fassaden im Neorenaissance-Stil. Der für den 11. August 1889 vorgesehene Besuch von Kaiser Wilhelm II. (1859–1941) wurde von Georg II. abgesagt, weil sich der Kaiser strikt weigerte, Georgs dritte Ehefrau Helene Freifrau von Heldburg (1839–1923), die frühere Schauspielerin Ellen Franz, zu sehen.
In den Jahren 1890–1900 wurden Teile des Parks umgestaltet, vor allem im schlossnahen Bereich. Auf Einladung des Herzogspaars weilte Johannes Brahms in den Jahren 1894–1895 mehrmals auf dem Altenstein. Am 25. Juni 1914 starb Herzog Georg II. in Bad Wildungen. Am Tag seiner Beisetzung auf dem Parkfriedhof zu Meiningen, dem 28. Juni 1914, fielen die verhängnisvollen Schüsse von Sarajevo, die den Ersten Weltkrieg auslösten. Nach dem Krieg, der Abdankung des Kaisers und der Abschaffung der Monarchie erlosch auch die Funktion Altensteins als Sommerresidenz des Hauses Sachsen-Meiningen.
1920 wurde als letztes Parkensemble das Herzogsgrab, Ruhestätte von Herzog Bernhard III. von Sachsen-Meiningen und seiner Frau Charlotte von Preußen in unmittelbarer Sichtweite des Schlosses errichtet. 1942 (andere Quellen sprechen von 1938) wurden Schloss und Park zu Altenstein an das Land Thüringen verkauft. Während des Zweiten Weltkriegs wurde das Schloss als Lazarett genutzt.

### Nach dem Zweiten Weltkrieg
Nach dem Krieg kam es zu einer kurzzeitigen Nutzung als Lehrlingswohnheim und ab 1946 wurde es Erholungsheim der Handwerkskammer und kurz Handwerkererholungsheim genannt. 1979 wurde Altenstein zum Denkmal der Landschafts- und Gartengestaltung erklärt und in die Bezirksdenkmalliste aufgenommen.
In der Nacht zum 4. Februar 1982 kam es im Schloss durch einen technischen Defekt zu einem verhängnisvollen Brand. Das Schloss wurde bis auf die Außenmauern zerstört. 1984 begannen die ersten Sicherungs- und Instandsetzungsmaßnahmen. Noch vor der Wende in der DDR wurde das Dach neu gedeckt, allerdings mangels grüner Biberschwänze rot mit grünem Muster, und mit dem Innenausbau mit Hohlblocksteinen begonnen. Danach ruhten eine Zeit lang sämtliche Arbeiten.
Am 20. Juli 1995 wurde die Gesamtanlage in das Eigentum der Stiftung Thüringer Schlösser und Gärten übertragen. Seitdem wird schrittweise das Gesamtensemble wiederhergestellt. Es begann mit der Dacheindeckung (nun wieder grün mit rotem Muster), dem Dach des Hofmarschallamtes, der Sanierung der beiden Kavaliershäuser und der Stützmauern des Schlosses. 2009 begannen die Planungen und 2010 die Baumaßnahmen zur Gesamtsanierung des Schlosses. Für 2015 war ursprünglich die Fertigstellung des Schlosses geplant. Dieser Termin konnte allerdings nicht eingehalten werden. 2017 wurden erste Innenräume mit einer Brahms-Gedenkstätte im Rahmen von Führungen zugänglich gemacht. 2019 konnten die Restaurierung der Natursteinfassaden einschließlich der Kunststein-Balustraden sowie die Wiederherstellung der östlichen Terrasse abgeschlossen werden. Über den Zustand des Hauses und den Fortschritt und den ursprünglich vorgesehenen Abschluss der Bauarbeiten bis 2021 berichtete die Frankfurter Allgemeine Zeitung im Mai 2017. Die Rückgewinnung der vom Brand zerstörten, von aufwendigem Schnitzwerk geprägten Holzvertäfelungen im Speisesaal konnte bis 2021 zu etwa 90 Prozent abgeschlossen werden.
|  |  |

## Tourismus

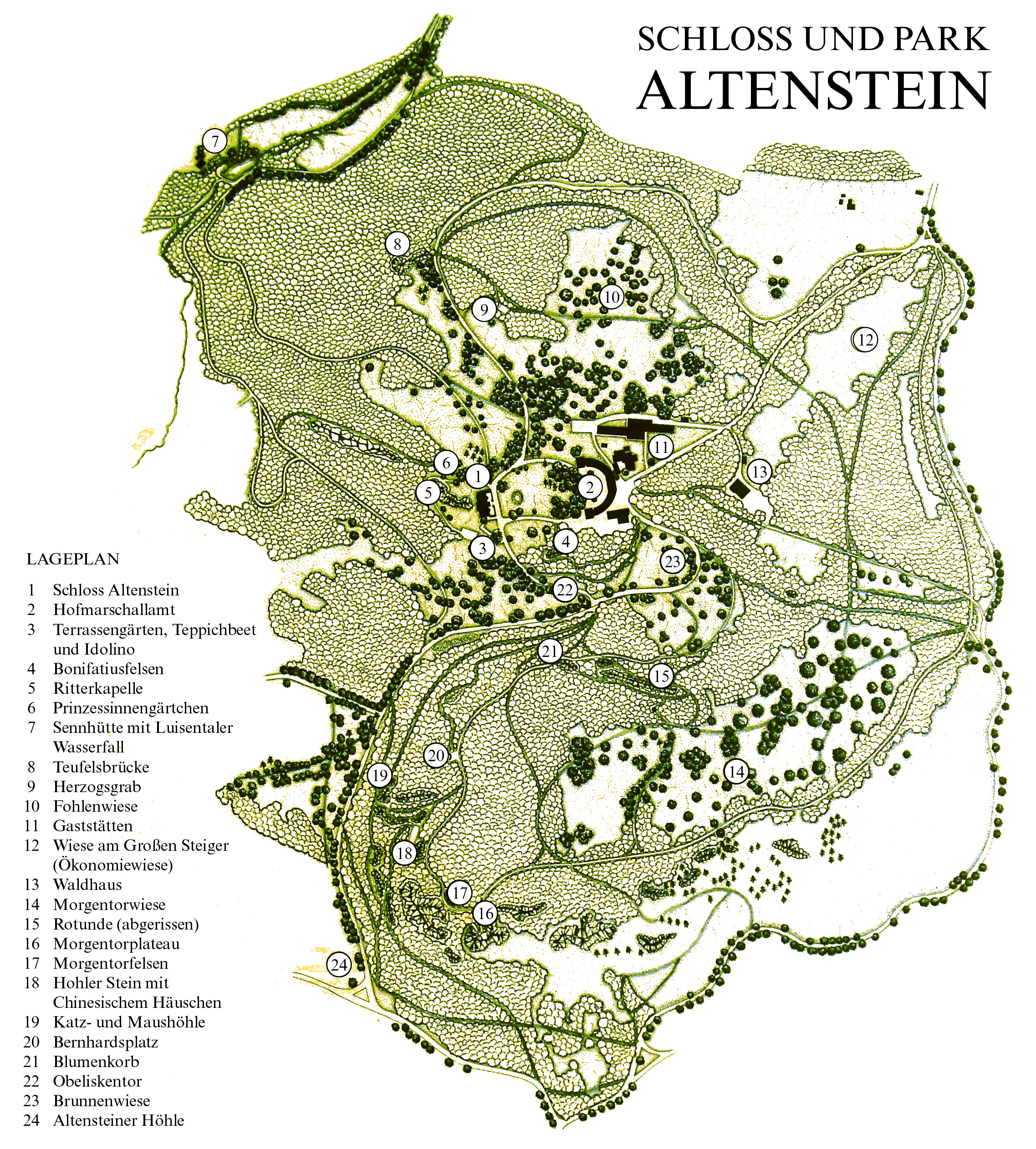
Altensteiner Park

Das Informationsbüro des Fördervereins Altenstein-Glücksbrunn mit Infopunkt des Naturparks Thüringer Wald befindet sich im ehemaligen Wirtschaftsgebäude links neben dem Hofmarschallamt (Rundbau) und ist täglich geöffnet. Ein kleines Schlossmuseum im Rundbau hat eingeschränkte Öffnungszeiten.
Der Gewölbekeller im Kavaliershaus wird als Trauzimmer angeboten.
In der näheren Umgebung befinden sich die Altensteiner Höhle, eine Klufthöhle des Altensteiner Zechsteinriffs, sowie das Lutherdenkmal an der Stelle, wo der mit der Reichsacht belegte Martin Luther auf der Rückreise vom Reichstag zu Worms am 4. Mai 1521 zum Schein überfallen und im Auftrag des Kurfürsten von Sachsen zu seiner eigenen Sicherheit auf die Wartburg verbracht wurde.
Während der Bundesgartenschau 2021 war der Schlosspark einer der 25 Außenstandorte.